# Kunaschir
Kunaschir (russisch Кунашир; japanisch: 国後島, Kunashiri-tō) ist eine Insel des Kurilen-Archipels. Sie wird seit dem Ende des Zweiten Weltkrieges von Russland kontrolliert, wird aber von Japan als Teil der Unterpräfektur Nemuro, Hokkaidō beansprucht.

## Etymologie
Der Name der Insel stammt aus dem Ainu, vermutlich von kina-sir (キナシㇼ) in der Bedeutung „Grasinsel“, oder von kunne-sir (クンネシㇼ) für „schwarze Insel“.

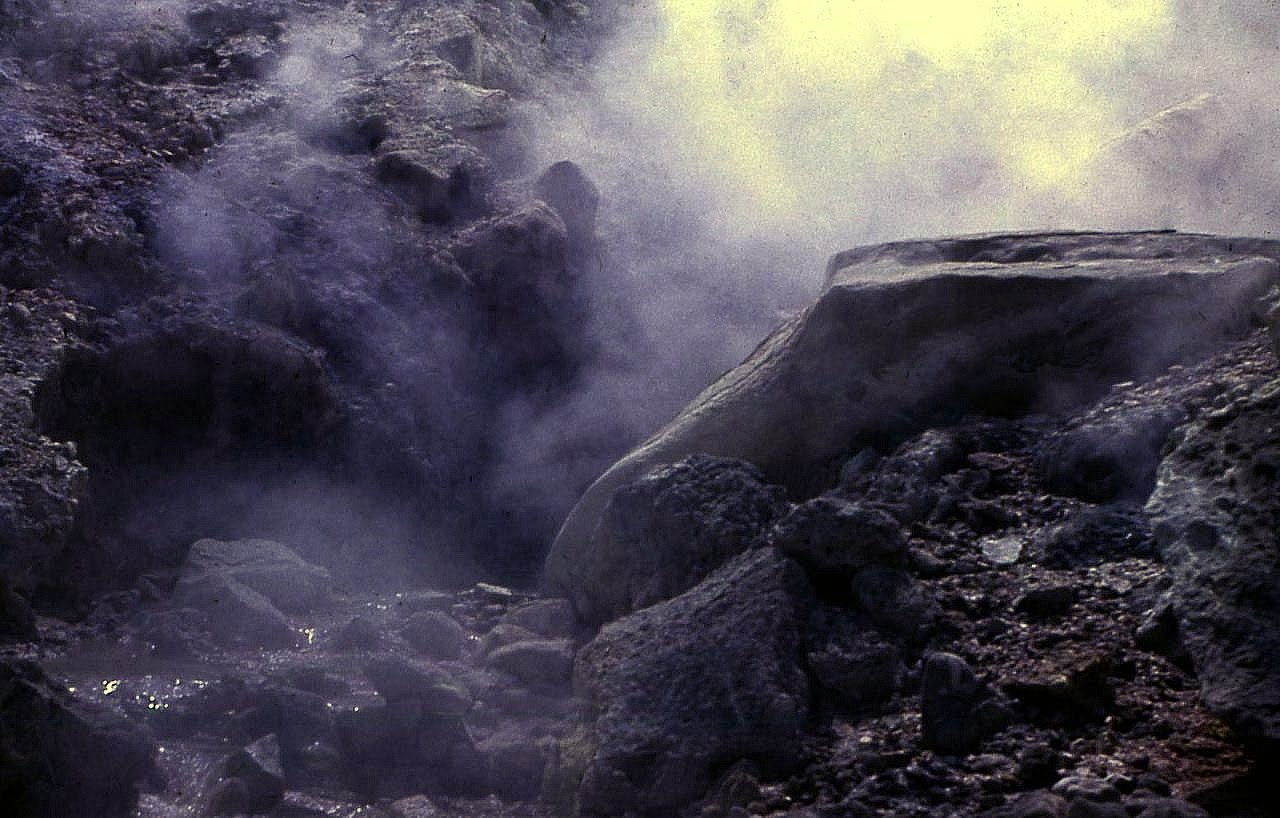
Mendelejew-Vulkan

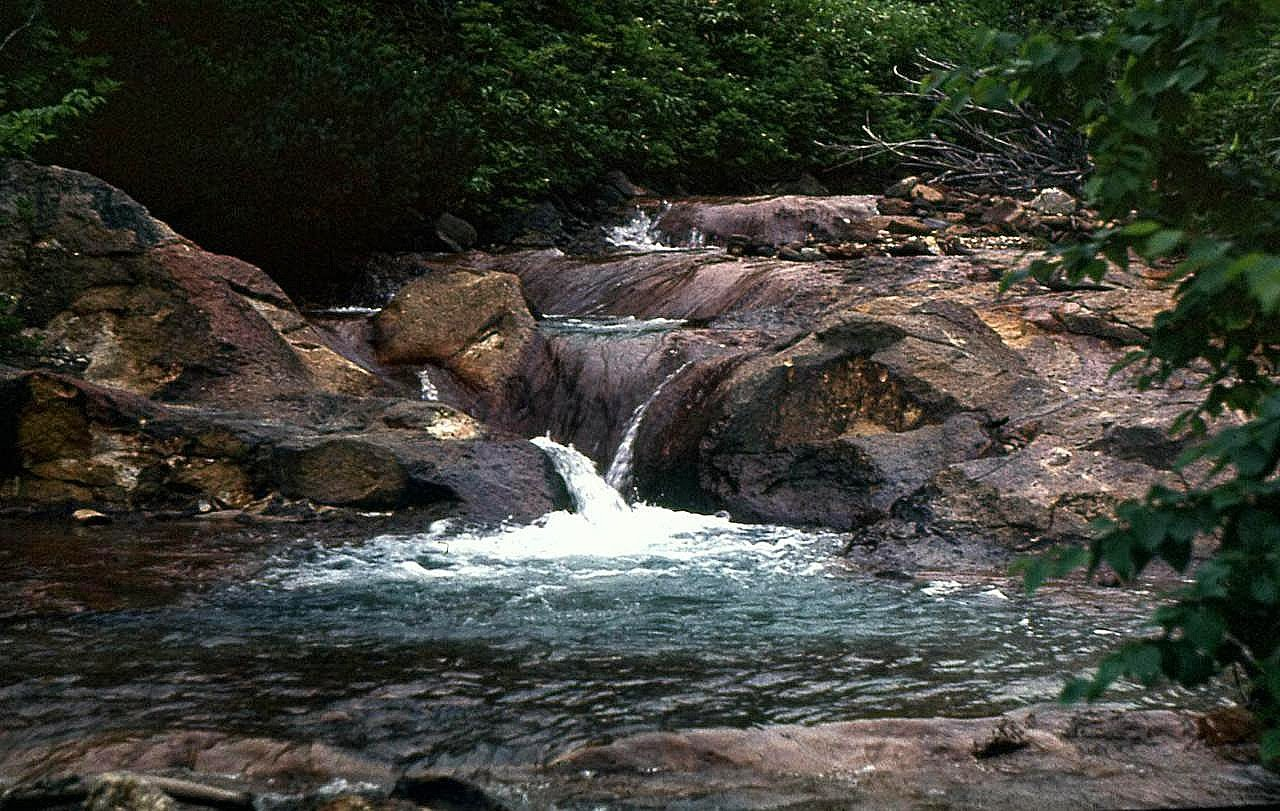
Der Fluss Sernaja

## Geographie
Kunaschir liegt in nordöstlicher Richtung vor der Küste Hokkaidōs, unmittelbar am südlichen Ende der Inselkette der Kurilen, zwischen der Meerenge von Kunaschir im Süden und der Jekaterina-Straße im Norden.

Mit einer Fläche von etwa 1489,27 km² ist sie eine der größeren Inseln des Archipels. Kunaschir ist  bei einer Breite von 4 bis 30 km etwa 123 km lang.
Die Insel wird von vier Vulkanen gebildet, die einst getrennte Inseln waren, sich aber mittlerweile durch tiefliegende Gebiete mit Seen und Thermalquellen verbunden haben.
Die vier Vulkane sind noch aktiv: Tjatja (1822 m) (japanisch 爺爺岳 Chacha-Dake), Smirnov (1486 m) (japanisch ルルイ岩 Rurui-Dake) im Dokutschajew-Rücken, Mendelejew (882 m) (japanisch 国後羅臼山 Raususan) und Golownin (535 m) (japanisch 泊山 Tomariyama). Der Boden der Insel wird von vulkanischem und kristallinem Gestein gebildet. Das Klima ist vom Monsun-Typ.
Die Vegetation besteht hauptsächlich aus Fichte, Kiefer, Tanne und Mischwald aus sommergrünen Laubbäumen mit Lianen und Kurilen-Bambus als Unterholz. Die Berge sind mit Gesträuch aus Birken und sibirischer Zwergkiefer oder Kräutern bedeckt oder sind nackter Fels.

## Geschichte und Politik
Kunaschir wurde 1855 durch den Vertrag von Shimoda zu japanischem Territorium. 1945 wurde die Insel von sowjetischen Truppen besetzt. Seit 1946 gehört sie nach sowjetischer bzw. seit 1991 russischer Auffassung zu deren Staatsgebiet. Zu den Südlichen Kurilen zählend, ist Kunaschir Gegenstand des Kurilenkonflikts: Die Hoheit über Kunaschir wird von Japan beansprucht.

## Wirtschaft
Die Wirtschaft Kunaschirs, das administrativ zur Oblast Sachalin gehört, wird vom Fischfang und der Fischindustrie geprägt. Die Insel hat einen Hafen bei der Siedlung Juschno-Kurilsk, dem Sitz des Bezirks Juschno-Kurilsk und der wichtigsten Ansiedlung auf der Insel.